# 청원군의회
청원군의회는 당시 충청북도 청원군 지역을 관할했던 기초의회이다. 2014년, 청원군이 청주시와 통합되면서 폐지되었다.